# Volver a nacer
Volver a nacer è l'ottavo album in studio del cantante portoricano Chayanne, pubblicato nel 1996.

## Tracce
1. Sólo traigo mi ritmo – 3:48 (Estéfano, Ximena Zapata)
2. Solamente tu amor – 3:25 (Donato Póveda, Hal S. Batt)
3. Pequeña flor (Petite fleur) – 3:35 (testo: Luis Gómez-Escolar – musica: Sidney Bechet)
4. Volver a nacer – 4:56 (Estéfano, Ximena Zapata)
5. Voy a enseñarte – 3:55 (Kike Santander)
6. Tal vez es amor (Talvez Seja Amor) – 4:36 (testo: Luis Gómez-Escolar – musica: Augusto César, Paulo Sérgio Valle)
7. Baila baila – 3:52 (Donato Póveda, Hal S. Batt)
8. Sólo pienso en ti – 4:56 (Víctor Manuel San José)
9. Ramito de flores – 4:16 (Ángel "Cucco" Peña)
10. Entre mis recuerdos – 3:47 (Albert Hammond, Holly Knight)
11. Guajira – 4:33 (Papo Gely)